# Canton de Levallois-Perret-Sud
Le canton de Levallois-Perret-Sud est une ancienne division administrative française située dans le département des Hauts-de-Seine et la région Île-de-France.

## Administration
| Période | Période | Identité            | Étiquette    | Qualité |
| ------- | ------- | ------------------- | ------------ | --- |
| 1967    | 1970    | Jacques Atlan       | PCF          | Producteur-distributeur de films et écrivain Adjoint au Maire de Levallois-Perret                                                 |
| 1970    | 1976    | Charles Pasqua      | UDR          | Directeur de société Député (1968-1973) Président du Conseil Général Elu en 1988 dans le Canton de Neuilly-sur-Seine-Nord         |
| 1976    | 1982    | Parfait Jans        | PCF          | Ajusteur en machines-outils puis chauffeur de taxi Maire de Levallois-Perret de 1965 à 1983 Député (1967-1968 puis 1973-1986)     |
| 1982    | 1988    | Patrick Balkany     | RPR          | Directeur de société Maire de Levallois-Perret (1983-1995 et 2001-2020) Député (1988-1997 et 2002-2017)                           |
| 1988    | 2001    | Isabelle Balkany    | RPR          | Journaliste, Levallois-Perret Vice-Présidente du Conseil Général (1988-2011) Elue en 2004 dans le Canton de Levallois-Perret-Nord |
| 2001    | 2011    | Danièle Dussaussois | RPR puis UMP | Cadre supérieur Conseillère municipale déléguée de Levallois-Perret                                                               |
| 2011    | 2015    | Arnaud de Courson   | DVD          | Chef d'entreprise, Levallois-Perret Elu en 2015 dans le nouveau Canton de Levallois-Perret                                        |

## Composition
Le canton de Levallois-Perret-Sud recouvrait le sud de la commune de Levallois-Perret. Le nord de la commune était inclus dans le canton de Levallois-Perret-Nord.
| Communes                          | Population (2012) | Code postal | Code Insee |
| --------------------------------- | ----------------- | ----------- | ---------- |
| Levallois-Perret, commune entière | 62 995            | 92 300      | 92 044     |

## Démographie
| 1968 | 1975 | 1982 | 1990   | 1999   | 2006   | 2011   | 2012   |
| ---- | ---- | ---- | ------ | ------ | ------ | ------ | ------ |
| -    | -    | -    | 20 194 | 26 532 | 30 161 | 30 676 | 31 135 |

## Pour approfondir